# Svend Aagesen
Svend Aagesen o Aggesen (1145 circa) è stato uno storico danese.
Contemporaneo di Saxo Grammaticus del dodicesimo secolo; di nobile discendenza, studiò a Parigi e successivamente si pose al servizio dell'arcivescovo Absalon, importante figura della chiesa nordica nonché condottiero dei Danesi contro i Vendi.
La sua Historia regum Daniae compendiosa, che racconta eventi che vanno dalle origini della Danimarca al 1185, mostra le leggende e le tradizioni eroiche del popolo dei Danesi (sotto re Valdemaro I e i suoi figli) per il predominio del Baltico e l'evangelizzazione delle genti slave e tedesche che si trovavano su quelle rive. Sotto lo pseudonimo di Sueno Aggonis scrisse l'Historia danorum.
Aagesen, inoltre, è autore di uno scritto che espone le leggi che regolavano la successione al trono danese.